# Piru Sáez
Piru Sáez, pseudonimo di Jose Carlos Sebastián Gómez Maraschio (Buenos Aires, 20 maggio 1983), è un cantante e attore argentino.

## Biografia
È cresciuto a Mar del Plata in Argentina. La sua prima apparizione televisiva è stata nel reality show La Oportunidad De Tu Vida su Canal 13.
Diventato famoso recitando nel ruolo di Rocco in Rebelde Way, recitò anche nella serie Flor - Speciale come te e in El refugio, come uno dei cinque componenti della band Rolabogan. Nel 2009 interpreta Ciro nella serie Champs 12.
Nel 2006 ha suonato nelle band Diecis1e7e e poi Vertigo con cui fanno musica per le opere teatrali (in cui c'è anche Francisco Bass) e nelle due rock band, COVERHEADS con cui ha lanciato il disco Rock 5 Estrellas. Suona nei FOXLEY con cui ha lanciato l'album Nueva generacion il 29 luglio 2014.

### Vita privata
Dal 2006 ha una relazione con Denise Romano, conosciuta nella serie El refugio.

## Filmografia

### Televisione
- Sorpresa 2002 (2002)
- Rebelde Way – serial TV (2003)
- Flor - Speciale come te – serial TV (2004)
- Las aventuras del Doctor Miniatura (2006)
- El refugio – serial TV (2006)
- Champs 12 – serial TV (2009)

## Discografia

### Con i ccDiecis1e7e

#### Album in studio
- 2007 — Diecis1e7e

#### Singoli
- 2007 — Identidad
- 2007 — Euforia
- 2007 — Inercia
- 2007 — Gris
- 2007 — Mañanas
- 2007 — Hoy ya no es hoy
- 2007 — Ayeres
- 2007 — Instante
- 2007 — Sentidos paralelos
- 2007 — Bombas sobre mi
- 2007 — Canción de luz
- 2007 — Zöe

### Cover
- 2007 — Lunes por la madrugada (Abuelos de la nada)
- 2007 — Persiana americana (Soda Stereo)

### Con i Coverheads

#### Album in studio
2012 — Rock Cinco Estrellas

#### Singoli
- 2012 — Mujer de Fuego
- 2012 — Nunca Sera Suficiente
- 2012 — Creo En Milagros
- 2012 — Que Me Queda
- 2012 — Juego Cruel
- 2012 — Flores Muertas
- 2012 — Rebell Yell
- 2012 — Aca Tenes
- 2012 — Dame Tu Amor
- 2012 — Helter Skelter
- 2012 — Que Haces Por Dinero Nena?
- 2012 — No Te Vayas Mal

### Con i FOXLEY

#### Album in studio
2014 — Nueva Generación

#### Singoli
- 2014 — Donde Va a Parar
- 2014 — Me Gusta
- 2014 — Sin Vos
- 2014 —  La Paz
- 2014 — Doble Vida
- 2014 — Nueva Generación
- 2014 — Derroche de Amor
- 2014 — Siempre Estaba Ahí
- 2014 — El Rey
- 2014 — Primero Prefiero

## Doppiatori italiani
Nelle versioni in italiano delle opere in cui ha recitato, Piru Sáez è stato doppiato da:
- Danny Francucci in Rebelde Way[1]
- Federico Di Pofi e Angelo Evangelista in El refugio[2]